# WWE Evolve
WWE Evolve, noto anche semplicemente come Evolve (stilizzato graficamente come EVOLVE), è un programma televisivo statunitense di wrestling prodotto dalla WWE a partire dal 5 marzo 2025. Lo show va in onda il mercoledì alle 20:00 ora orientale (ET) su Tubi negli Stati Uniti e contemporaneamente su YouTube a livello internazionale. A differenza della maggior parte degli altri spettacoli sul ring della WWE, che vanno in onda dal vivo, gli episodi di Evolve sono pre-registrati.
La serie funge da successore spirituale della promozione di wrestling professionale Evolve, che ha operato dal 2010 al 2020, diretta da Gabe Sapolsky, il proprietario della promozione originale; la WWE ha acquisito Evolve nel luglio 2020. Mentre adesso, Evolve è uno show di sviluppo, con wrestler emergenti del WWE Performance Center e del sistema di WWE Independent Development che si sfidano nel tentativo di essere promossi a NXT, dove i wrestler di sviluppo avanzato si esibiscono per prepararsi a potenziali chiamate nei roster principali.

## Storia
Nel 2009, l'ex booker della Ring of Honor Gabe Sapolsky ha annunciato la creazione di una promozione di wrestling professionale chiamata Evolve, che ha iniziato ufficialmente a produrre spettacoli nel gennaio 2010. Nel corso degli anni, Evolve si è unificata con la promozione Dragon Gate USA, ha stretto una partnership con la WWE e ha visto passare per la promozione molti wrestler di rilievo, come Cody Rhodes, Johnny Gargano e Drew McIntyre. Nel 2019, Evolve ha trasmesso Evolve 131, la sua prima diretta sul servizio di streaming WWE Network, e poi, il 2 luglio 2020, a seguito delle difficoltà causate dalla pandemia di COVID-19, la promozione è stata acquistata ufficialmente dalla WWE.
Sapolsky fu licenziato ma poi riassunto dalla WWE nel 2022, e si vociferava che la WWE avesse intenzione di far rinascere Evolve, con il progetto guidato da Sapolsky. Il 30 gennaio 2025, la WWE depositò un marchio per “Evolve” sotto l'aspetto dei servizi di intrattenimento. Fu poi rivelato ufficialmente che Evolve sarebbe stato rilanciato come brand della WWE, con i primi tapings tenuti il 7 febbraio al WWE Performance Center di Orlando, in Florida. Durante l'evento Royal Rumble del 1° febbraio 2025, la WWE ha annunciato che una nuova serie in-ring intitolata WWE Evolve avrebbe debuttato il 5 marzo su Tubi negli Stati Uniti e successivamente è stato rivelato che sarebbe andata in onda su YouTube a livello internazionale. Il programma va in onda in un testa a testa con lo show settimanale di punta della promozione rivale All Elite Wrestling (AEW), Dynamite, che va in onda il mercoledì alle 20:00 ora orientale (ET) su TBS e Max.
In un comunicato stampa del 3 febbraio 2025, la WWE ha rivelato che la serie sarebbe stata caratterizzata da lottatori emergenti provenienti dal WWE Performance Center e dal sistema WWE Independent Development (ID). L'obiettivo è che i lottatori di Evolve arrivino al marchio di sviluppo principale della WWE, NXT, e infine al roster principale di Raw o SmackDown. I commentatori di Evolve sono Peter Rosenberg e Robert Stone.